# Kōhanga reo
Los kōhanga reo son jardines de infancia donde toda la instrucción es dada en la lengua maorí.
Al principio fueron establecidos todos a un tiempo (mediados a finales de los años 1970) cuando había verdadero miedo de que la lengua maorí desapareciera. El éxito del programa Kōhanga Reo fue tal que ahora han sido complementados con escuelas primarias (Te Kura Kaupapa Māori) y escuelas secundarias (Wharekura).
La idea del Kōhanga Reo ha sido adoptada en varios sitios. El acontecimiento más notable de esto probablemente se encuentra en los pūnana leo, que fueron establecidos en Hawái para asistir en la revivificación del idioma hawaiano.
- Datos: Q493511